# Episodi di Doctor Who (serie televisiva 1963) (sedicesima stagione)
Questa voce contiene l'elenco dei 26 episodi della sedicesima stagione della serie TV Doctor Who, interpretata da Tom Baker nel ruolo del quarto Dottore.
Tutti gli episodi di questa stagione - andati in onda nel Regno Unito dal 2 settembre 1978 al 24 febbraio 1979 e del tutto inediti in Italia - sono collegati tra loro e formano un'un arco narrativo noto con il titolo The Key to Time, ma permane anche la divisione in "macrostorie" (in inglese, serial) con una propria continuità narrativa e un proprio titolo, qui indicato nella colonna "Titolo serial" della tabella.
| nº | Titolo originale          | Titolo italiano | Prima TV UK       | Prima TV Italia | Titolo serial         |
| -- | ------------------------- | --------------- | ----------------- | --------------- | --------------------- |
| 1  | The Ribos Operation I     |                 | 2 settembre 1978  |                 | The Ribos Operation   |
| 2  | The Ribos Operation II    |                 | 9 settembre 1978  |                 | The Ribos Operation   |
| 3  | The Ribos Operation III   |                 | 16 settembre 1978 |                 | The Ribos Operation   |
| 4  | The Ribos Operation IV    |                 | 23 settembre 1978 |                 | The Ribos Operation   |
| 5  | The Pirate Planet I       |                 | 30 settembre 1978 |                 | The Pirate Planet     |
| 6  | The Pirate Planet II      |                 | 7 ottobre 1978    |                 | The Pirate Planet     |
| 7  | The Pirate Planet III     |                 | 14 ottobre 1978   |                 | The Pirate Planet     |
| 8  | The Pirate Planet IV      |                 | 21 ottobre 1978   |                 | The Pirate Planet     |
| 9  | The Stones of Blood I     |                 | 28 ottobre 1978   |                 | The Stones of Blood   |
| 10 | The Stones of Blood II    |                 | 4 novembre 1978   |                 | The Stones of Blood   |
| 11 | The Stones of Blood III   |                 | 11 novembre 1978  |                 | The Stones of Blood   |
| 12 | The Stones of Blood IV    |                 | 18 novembre 1978  |                 | The Stones of Blood   |
| 13 | The Androids of Tara I    |                 | 25 novembre 1978  |                 | The Androids of Tara  |
| 14 | The Androids of Tara II   |                 | 2 dicembre 1978   |                 | The Androids of Tara  |
| 15 | The Androids of Tara III  |                 | 9 dicembre 1978   |                 | The Androids of Tara  |
| 16 | The Androids of Tara IV   |                 | 16 dicembre 1978  |                 | The Androids of Tara  |
| 17 | The Power of Kroll I      |                 | 23 dicembre 1978  |                 | The Power of Kroll    |
| 18 | The Power of Kroll II     |                 | 30 dicembre 1978  |                 | The Power of Kroll    |
| 19 | The Power of Kroll III    |                 | 6 gennaio 1979    |                 | The Power of Kroll    |
| 20 | The Power of Kroll IV     |                 | 13 gennaio 1979   |                 | The Power of Kroll    |
| 21 | The Armageddon Factor I   |                 | 20 gennaio 1979   |                 | The Armageddon Factor |
| 22 | The Armageddon Factor II  |                 | 27 gennaio 1979   |                 | The Armageddon Factor |
| 23 | The Armageddon Factor III |                 | 3 febbraio 1979   |                 | The Armageddon Factor |
| 24 | The Armageddon Factor IV  |                 | 10 febbraio 1979  |                 | The Armageddon Factor |
| 25 | The Armageddon Factor V   |                 | 17 febbraio 1979  |                 | The Armageddon Factor |
| 26 | The Armageddon Factor VI  |                 | 24 febbraio 1979  |                 | The Armageddon Factor |

## The Ribos Operation
- Diretto da: George Spenton-Foster
- Scritto da: Robert Holmes
- Dottore: Quarto Dottore (Tom Baker)
- Compagni di viaggio: Romana (Mary Tamm), K-9 Mk. II (voce: John Leeson)

### Trama
Il Dottore viene reclutato dal Guardiano Bianco per trovare i sei frammenti della "Chiave del Tempo" dispersi nell'universo. La ricerca parte da Ribos, un pianeta medievale che l'imbroglione galattico Garron sta provando a vendere a Graff Vynda-K.

## The Pirate Planet
- Diretto da: Pennant Roberts
- Scritto da: Douglas Adams
- Dottore: Quarto Dottore (Tom Baker)
- Compagni di viaggio: Romana (Mary Tamm), K-9 Mk. II (voce: John Leeson)

### Trama
La ricerca del secondo frammento li porta sul pianeta Zanak, che è stato scavato ed equipaggiato con motori iperspaziali, permettendo al suo folle capitano mezzo robot di materializzarlo nei pressi di pianeti più piccoli per saccheggiare le loro risorse.

## The Stones of Blood
- Diretto da: Darrol Blake
- Scritto da: David Fisher
- Dottore: Quarto Dottore (Tom Baker)
- Compagni di viaggio: Romana (Mary Tamm), K-9 Mk. II (voce: John Leeson)

### Trama
La ricerca del terzo frammento porta il Dottore e Romana sulla Terra negli anni settanta del XX secolo, dove i viaggiatori del tempo si devono confrontare con cerchi di pietre, rituali druidici, e una strana divinità di nome Cailleach.

## The Androids of Tara
- Diretto da: Michael Hayes
- Scritto da: David Fisher
- Dottore: Quarto Dottore (Tom Baker)
- Compagni di viaggio: Romana (Mary Tamm), K-9 Mk. II (voce: John Leeson)

### Trama
La ricerca del quarto frammento avviene sul pianeta Tara. Il Quarto Dottore e Romana si ritrovano imbrigliati in complicati giochi politici, dove doppi, androidi e non, complicano la cerimonia d'incoronazione del Principe Reynart.

## The Power of Kroll
- Diretto da: Norman Stewart
- Scritto da: Robert Holmes
- Dottore: Quarto Dottore (Tom Baker)
- Compagni di viaggio: Romana (Mary Tamm)

### Trama
La ricerca del quinto frammento li porta fino alla terza luna di Delta Magna, presi nel mezzo di una disputa tra il personale di una raffineria di metano e la popolazione locale.

## The Armageddon Factor
- Diretto da: Michael Hayes
- Scritto da: Bob Baker & Dave Martin
- Dottore: Quarto Dottore (Tom Baker)
- Compagni di viaggio: Romana (Mary Tamm), K-9 Mk. II (voce: John Leeson)

### Trama
La ricerca del sesto ed ultimo frammento li porta ad Atrios, un mondo impegnato in una guerra perenne e in stallo con il suo vicino planetario Zeos. Ma il Guardiano Nero sta per porvi fine.